# Conseller en cap de Barcelona
|  | «Conseller en Cap» redirigeix aquí. Vegeu-ne altres significats a «Conseller en Cap de la Generalitat de Catalunya». |

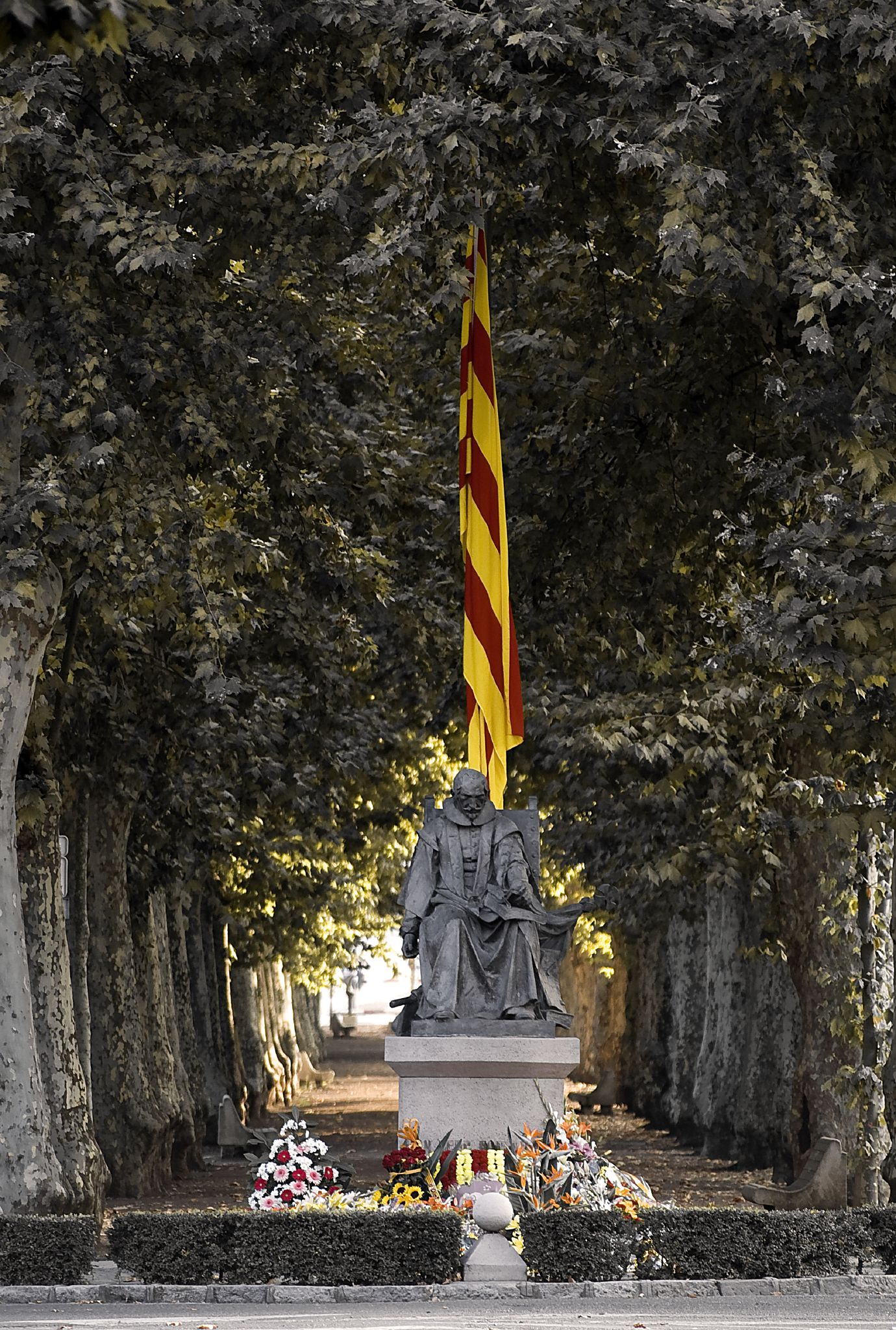
Monument a Joan Pere Fontanella (Olot, 1576-Olot, 1649), Conseller en Cap durant la Guerra dels Segadors, al passeig de Barcelona d'Olot.

El Conseller en cap de Barcelona era un càrrec històric que provenia de la institució barcelonina del Consell de Cent. El càrrec va desaparèixer amb el Decret de Nova Planta en 1714, junt amb l'abolició de la Generalitat de Catalunya. El primer Conseller en Cap fou Ponç d'Alest en 1257, mentre que el darrer en ocupar el càrrec va ser Rafael Casanova en 1713.
Era el primer i superior jeràrquicament dels sis magistrats que governaven la ciutat de Barcelona, assessorats pel Consell de Cent. Aquesta designació era equivalent a la de «jurat», «cònsol», «paer» o «procurador», que rebien en altres municipis dels estats de la Corona d'Aragó. El primer Conseller en Cap fou Ponç d'Alest en 1257, mentre que el darrer a ocupar el càrrec va ser Rafael Casanova el 1713. Els titulars més coneguts són Joan Fiveller, conseller de Barcelona (1406-1427) i Conseller en Cap (1418-1419 i 1427-1428). Fiveller va protagonitzar l'enfrontament del vectigal amb Ferran d'Antequera; i Rafael Casanova, conseller en Cap durant el Setge de Barcelona de 1714. Amb el Decret de Nova Planta de 1716, aquesta figura desapareix, i el Consell de Cent, la Generalitat de Catalunya i la resta d'institucions catalanes són abolits

## El Conseller en cap, líder de la Coronela
L'agost 1542, el capità general Fernando Álvarez de Toledo y Pimentel va decidir, conjuntament amb els consellers de Barcelona, la fortificació de la muralla de Barcelona per convertir-la en una plaça fortificada, mentre els diputats de la Generalitat i els consellers van decidir armar les confraries dels gremis barcelonins, ratificant el 1544 que la milícia estava sota les ordres del conseller en cap de Barcelona, al qual se li va conferir la capitania de la unitat amb el grau de «Coronell».
Durant la Guerra dels Nou Anys Barcelona va aixecar novament la seva milícia, formant el 28 maig 1697 el Terç dels Gremis sota el comandament del conseller en Cap Francesc Taverner i Montornès.
Amb la necessitat d'expulsar la Casa de Borbó de la península Ibèrica, es va procedir a la lleva de l'Exèrcit Regular Austriacista i Barcelona va llevar la Coronela.

## Conseller en cap de la Generalitat de Catalunya
El 2001, Jordi Pujol, en el seu govern 1999-2003, feu servir el nom de conseller en cap de la Generalitat de Catalunya per un càrrec del govern de la Generalitat. El 2005 el nom d'aquest càrrec es va canviar per conseller primer a considerar que el nom conseller en cap designava històricament un càrrec de l'Ajuntament de Barcelona i no de la Generalitat de Catalunya.

## Llista de Consellers en Cap

### Segle XIII
- 1257, Ponç d'Alest.
- 1258, Jaume Giralt.
- 1259, Jaume Perer.
- 1260, Bernat Burguès.
- 1261, Bernat Eimeric.
- 1262, Bernat d'Adarró.
- 1263, Bernat Saborit.
- 1264, Arnau de Sanaüja.
- 1265, Bernat Burguès.
- 1266, Berenguer d'Adarró.
- 1267, Guillem Moneder.
- 1268, Guillem de Llacera.
- 1269, Berenguer Durfort.
- 1270, Berenguer de Sarriera.
- 1271, Berenguer d'Adarró.
- 1272, Berenguer de Sarriera.
- 1273, Guillem de Llacera.

- 1274, Duran Perer.[4]
- 1275, Bernat Baraller.
- 1276, Berenguer d'Adarró.
- 1277, Bartomeu Ponç.
- 1278, Bernat de Ripoll.
- 1279, Pere de Sitges.
- 1280, Jaume Grony.
- 1281, Berenguer Burguès.
- 1282, Bernat Durfort.
- 1283, Berenguer Burguès.
- 1284, Galceran de Nagera.
- 1285, Bernat Burguès.
- 1286, Tomàs Grony.
- 1287, Francesc Guerau.
- 1288, Bartomeu Romeu.
- 1289, Bernat Sarriera.
- 1290, Berenguer Mallol.
- 1291, Guillem Durfort.
- 1292, Pere Burguès.
- 1293, Pere Sitjar.
- 1294, Galceran de Nagera.
- 1295, Guillem de Llacera.
- 1296, Ramon Ricard.
- 1297, Pere Sacosta.
- 1298, Guillem de Llacera.
- 1299, Berenguer Mallol.
- 1300, Ramon Ricard.

### Segle XIV
- 1301, Tomàs Grony.
- 1302, Miquel Marquet Mallol.
- 1303, Pere Desvilar.
- 1304, Bernat Sescases.
- 1305, Guillem Pere Burguès.
- 1306, Guillem Llull.
- 1307, Tomàs Grony.
- 1308, Guillem de Llacera.
- 1309, Pere Desvilar.
- 1310, Tomàs Grony.
- 1311, Ferrer de Manresa.
- 1312, Miquel Marquet Mallol.
- 1313, Guillem Pere Burguès.
- 1314, Ramon Ricard.
- 1315, Tomàs Grony.
- 1316, Ferrer de Manresa.
- 1317, Ramon Ricard.
- 1318, Miquel de Marquet.
- 1319, Arnau de Sarrià.
- 1320, Guillem Llull.
- 1321, Ramon Ricard.
- 1322, Tomàs Grony.
- 1323, Arnau Bernat.
- 1324, Ramon Ricard.
- 1325, Bernat de Marimon.
- 1326, Ferrer de Manresa.
- 1327, Jaume Sabater.
- 1328, Miquel Marquet Mallol.
- 1329, Arnau Bernat.
- 1330, Francesc Grony.
- 1331, Ramon Ricard.
- 1332, Miquel Marquet Mallol.
- 1333, Arnau Bernat.
- 1334, Francesc de Santcliment.
- 1335, Jaume Sabater.
- 1336, Bernat de Marimon.
- 1337, Romeu de Marimon.
- 1338, Guillem de Nagera.
- 1339, Ferrer de Manresa.
- 1341, Guillem de Nagera.
- 1342, Ferrer de Manresa.
- 1343, Francesc Grony.
- 1344, Bernat de Marimon.
- 1345, Ferrer de Manresa.
- 1346, Francesc Grony.
- 1347, Arnau Dusai.
- 1348, Romeu Llull.[5]
- 1349, Ferrer de Manresa.
- 1350, Guillem Oliver.
- 1351, Berenguer Vives.
- 1352, Guillem Oliver.
- 1353, Jaume Marquès.
- 1354, Jaume Cavaller.
- 1355, Guillem Oliver.
- 1356, Ramon de Bosquets.
- 1357, Jaume Cavaller.
- 1358, Jaume Marquès.
- 1359, Pere de Santcliment.
- 1360, Jaume Cavaller.
- 1361, Ramon de Bosquets.
- 1362, Ramon Sarrovira.
- 1363, Ramon de Bosquets.
- 1364, Pere Desplà.
- 1365, Ramon Sarrovira.
- 1366, Ramon de Bosquets.
- 1367, Joan Serra.
- 1368, Pere Desplà.
- 1369, Ramon Sarrovira
- 1370, Joan Serra.
- 1371, Pere Desplà
- 1372, Ramon Sarrovira.
- 1373, Ramon de Bosquets.
- 1374, Ramon Sarrovira.
- 1375, Ramon de Bosquets.
- 1376, Ramon Sarrovira.
- 1377, Pere Terré.
- 1378, Joan Serra.
- 1379, Pere Terré.
- 1380, Ramon Sarrovira.
- 1381, Joan Serra.
- 1382, Ramon Sarrovira.
- 1383, Pere Terré.
- 1384, Joan Serra.
- 1385, Ramon Sarrovira.
- 1386, Pere Terré.
- 1387, Guillem de Vallseca.
- 1388, Joan Serra.
- 1389, Galceran Marquet.
- 1390, Guillem de Vallseca.
- 1391, Joan Serra.
- 1392, Berenguer de Sant Climent.
- 1393, Pere Sacalm.
- 1394, Guillem de Santcliment.
- 1395, Joan Serra.
- 1396, Simó de Marimon.
- 1397, Ramon Savall.
- 1398, Bernat Bussot.
- 1399, Guillem de Vallseca.
- 1400, Ramon Savall.

### Segle XV
- 1401, Simó de Marimon.
- 1402, Ferrer de Gualbes.
- 1403, Francesc Terré.
- 1404, Francesc Savall.
- 1405, Guillem de Vallseca
- 1406, Ferrer de Gualbes.
- 1407, Ramon Savall.
- 1408, Bernat de Gualbes.
- 1409, Ferrer de Gualbes.
- 1410, Joan Desplà.
- 1411, Francesc Marquet.
- 1412, Ferrer de Gualbes.
- 1413, Francesc Burguès.
- 1414, Bernat Serra.
- 1415, Marc Turell.
- 1416, Lluís de Gualbes.
- 1417, Ramon Desplà.
- 1418, Joan Fiveller.
- 1419, Joan Ros.
- 1420, Francesc de Conomines.
- 1421, Ramon Desplà.
- 1422, Ferrer de Gualbes.
- 1423, Felip de Ferreres.
- 1424, Lluís de Gualbes.
- 1425, Galceran Dusai.
- 1426, Joan Ros.
- 1427, Joan Fiveller.
- 1428, Galceran Dusai.
- 1429, Joan Ros.
- 1430, Galceran Carbó.
- 1431, Joan Llull.
- 1432, Joan Bussot.
- 1433, Guillem Romeu.
- 1434, Francesc Desplà.
- 1435, Joan Llull.
- 1436, Joan Bussot.
- 1437, Hug Fiveller.
- 1438, Francesc Desplà.
- 1439, Guillem de Soler.
- 1440, Hug Fiveller.
- 1441, Guillem Destorrent.
- 1442, Joan Llull.
- 1443, Joan de Marimon.
- 1444, Francesc Desplà.
- 1445, Joan Llull.
- 1446, Pere Dusai.
- 1447, Bernat Sapila.
- 1448, Ramon Savall.
- 1449, Jaume Ros.
- 1450, Ferrer Nicolau de Gualbes.
- 1451, Francesc Desplà.
- 1452, Francesc Carbó.
- 1453, Ferrer de Gualbes.
- 1454, Ramón Desplà.
- 1455, Betrán Turró.
- 1456, Bernat Miquel.
- 1457, Pere Serra.
- 1458, Pere Destorrent.
- 1459, Guillem Romeu.
- 1460, Pere Destorrent.
- 1461, Miquel Desplà.
- 1462, Francesc Llobet.
- 1463, Jaume Ros.
- 1464, Felip de Ferrera.
- 1465, Antoni Pujades.
- 1466, Joan de Marimon.
- 1467, Joan Llull.
- 1468, Ramon Ros.
- 1469, Francesc Llobet.
- 1470, Jaume Ros.
- 1471, Lluís Setantí.
- 1472, Pere Joan de Santcliment.
- 1473, Joan Boscà.
- 1474, Pere Bussot.
- 1475, Galceran Carbó.
- 1476, Lluís Setantí.
- 1477, Galceran Dusai.
- 1478, Jaume Destorrent i Casa-saja.
- 1479, Ramon Marquet.
- 1480, Joan de Marimon.
- 1481, Guillem Oliver.
- 1482, Pere de Conomines.
- 1483, Romeu Llull.
- 1484, Jaume Destorrent i Casa-saja.
- 1485, Bernat Sapila.
- 1486, Francesc de Vallseca.
- 1487, Joan Roig.
- 1488, Joan Ros.
- 1489, Joan Llull.
- 1490, Jaume Destorrent i Casa-saja.
- 1491, Guillem Oliver.
- 1492, Pere Bussot.
- 1493, Baltasar de Gualbes.
- 1494, Pere Destorrent.
- 1495, Gabriel Samsó.
- 1496, Pere de Conomines.
- 1497, Jaume de Gualbes.
- 1498, Guerau de Vallseca.
- 1499, Francesc Guerau de Vallseca.
- 1500, Guillem Oliver.

### Segle XVI
- 1501, Jaume Ros.
- 1502, Gabriel Samsó.
- 1503, Joan Sabastida.
- 1504, Rafael Romeu.
- 1505, Francesc Marquet.
- 1506, Guillem de Santcliment.
- 1507, Dionís Miquel.
- 1508, Joan Llull.
- 1509, Joan Berenguer d'Aguilar.
- 1510, Guillem de Santcliment.
- 1511, Pere Girós.
- 1512, Vicenç de Santiga.
- 1513, Bernat Terré.
- 1514, Galceran Fiveller.
- 1515, Pere Girós.
- 1516, Joan Bisbal.
- 1517, Pere Esquerit.
- 1518, Galceran Sestrada.
- 1519, Bernat de Merlès.
- 1520, Francesc Bussot de Sitges.
- 1521, Pere Llull.
- 1522, Benet Miquel de Corbera.
- 1523, Francesc de Marimon.
- 1524, Galceran Fiveller.
- 1525, Jaume Salvà.
- 1526, Joan Berenguer d'Aguilar.
- 1527, Francesc Bosc de Vilassar.
- 1528, Benet Miquel de Corbera.
- 1529, Lluís Gibert.
- 1530, Francesc Terrè de Picalquers.
- 1531, Bartomeu de Guimerà.
- 1532, Francesc Bosc de Vilassar.
- 1533, Galceran Llull.
- 1534, Miquel Setantí.
- 1535, Bertran Desvalls.
- 1536, Francesc Terrè de Picalquers.
- 1537, Gaspar Durall.
- 1538, Lluís Gibert.
- 1539, Joan de Ferrera.
- 1540, Pere Vila.
- 1541, Miquel de Vallseca.
- 1542, Francesc de Bosc de Vilassar.
- 1543, Miquel Despalau.
- 1544, Galceran Rovira.
- 1545, Ramon Durall.
- 1546, Pere Sapila.
- 1547, Galceran Carbó.
- 1548, Miquel de Bellafila.
- 1549, Pere Salvà.
- 1550, Miquel de Vallseca.
- 1551, Joan Lluís Llull.
- 1552, Galceran Llull.
- 1553, Lluís Dusai.
- 1554, Jaume Joan Sapila.
- 1555, Miquel Despalau.
- 1556, Onofre Pau.
- 1557, Dionís de Clariana.
- 1558, Joan Bonaventura de Gualbes.
- 1559, Francesc Amat.
- 1560, Mateu de Soler.
- 1561, Miquel de Bellafila.
- 1562, Joan Valentí de Ferrera.
- 1563, Jaume Joan Sapila.
- 1564, Joan Benet Salvà.
- 1565, Jaume de Mitjavila.
- 1566, Lluis Gibert.
- 1567, Andreu Sacosta.
- 1568, Lluís Setantí.
- 1569, Antoni Sarrovira.
- 1570, Ramon Vicenç de Sentmenat.
- 1571, Lluís Dusai.
- 1572, Miquel Sarrovira.
- 1573, Galceran Pau Llull.
- 1574, Bernat Fiveller.
- 1575, Galceran de Navel.
- 1576, Miquel Oliver.
- 1577, Miquel d'Oms.
- 1578, Lluís Gibert.
- 1579, Galceran Burguès.
- 1580, Jaume Vila.
- 1581, Francesc Ferrer i Despuig.
- 1582, Francesc Calça.
- 1583, Pau Ferreres.
- 1584, Jaume Vila.
- 1585, Tomàs Pujades.
- 1586, Antoni Sarrovira.
- 1587, Galceran de Navel.
- 1588, Jeroni Caors i de Soler.
- 1589, Miquel d'Oms.
- 1590, Francesc Terrè de Picalquers.
- 1591, Pere de Tamarit i de Salbà.
- 1592, Joaquim de Setantí.
- 1593, Joan Benet Codina.[6]
- 1594, Joan de Gualbes.
- 1595, Miquel Joan Sabastida.
- 1596, Pere Ferreres.
- 1597, Miquel Joan Ponç.
- 1598, Pere Benet Soler.
- 1599, Miquel Montserrat Grau.
- 1600, Francesc Gualbes de Corbera.[7]

### Segle XVII
- 1601, Lluís Salavardenya.
- 1602, Pere Ailla.
- 1603, Francesc Gamis.
- 1604, Joaquim Setantí.
- 1605, Esteve Montfar i Sorts.
- 1606, Gabriel Bosser.
- 1607, Pere Ailla.
- 1608, Francesc Palau.
- 1609, Jeroni Bosc i de Corbera.
- 1610, Jeroni d'Ollers.
- 1611, Gaspar Muntaner.
- 1612, Pere de Bellet.
- 1613, Julià de Navel.
- 1614, Joan Dusai.[8]
- 1615, Joan Bonaventura de Gualbes.[9]
- 1616, Josep Sescases.[10]
- 1617, Joan Eroles.
- 1618, Jeroni Cardona.
- 1619, Francesc Fiveller.
- 1620, Jose Illa i Carbó.
- 1621, Pau d'Alta-riba.
- 1622, Joan Lluís Vileta.
- 1623, Joan Francesc Rossell.
- 1624, Josep Sescases.
- 1625, Julià de Navel.
- 1626, Betran Desvalls.
- 1627, Francesc Corbera i de Gualbes.[11]
- 1628, Josep de Bellafila.[12]
- 1629, Jeroni de Navel
- 1630, Jordi de Fluvià.
- 1631, Bernat Sala.
- 1632, Francesc Bru.
- 1633, Guerau de Peguera.
- 1634, Jeroni de Navel.
- 1635, Francesc Joan Magarola.
- 1636, Ramon d'Olmera i Sarrovira.
- 1637, Joan Argila.
- 1638, Joan Francesc Rossell.
- 1639, Lluís Joan de Calders.
- 1640, Joan Pere Fontanella.
- 1641, Galceran Nebot.
- 1642, Francesc Sala.
- 1643, Josep Muntaner.
- 1644, Joan Argila.
- 1645, Felip de Sorribes i Rovira.
- 1646, Onofre Vila.
- 1647, Antoni Seguí i Capella.
- 1648, Jeroni de Gàver.
- 1649, Pere Pau Miquel.
- 1650, Jacint Fàbregues.[13]
- 1651, Francesc Vila.[14]
- 1651, Rafel Casamitjana i d'Erill
- 1653, Joan Martí.
- 1653, Josep Móra.
- 1654, Vicenç Magarola.
- 1655, Miquel Vilanera.
- 1656, Antoni Seguí i Capella.
- 1657, Josep Amat i Desboc.
- 1658, Joan Pau Marc i Gelpí.
- 1659, Miquel Vilanera.[15]
- 1660, Rafael Bonaventura de Gualbes.
- 1661, Josep de Navel i d'Erill.
- 1662, Joan Martí.
- 1663, Francesc Puiggener.
- 1664, Joan Gació.
- 1665, Rafael Grimosacs.
- 1666, Francesc Asprer.
- 1667, Josep Bru.
- 1668, Segimon Bofill.
- 1669, Francesc Bonaventura de Gualbes.
- 1670, Joan Maresc.[16]
- 1671, Francesc Reverter.[17]
- 1672, Carles de Calders i Vilafranca.
- 1673, Miquel Boneu.
- 1674, Francesc Vidal i Ros.
- 1675, Francesc Santjust, òlim de Pagès
- 1676, Josep de Navel i d'Erill.
- 1677, Cristòfor Lledó.
- 1678, Josep de Merlès.
- 1679, Pal·ladi Joncar.
- 1680, Francesc Vidal i Ros.
- 1681, Erasme de Lana i Fontanet.
- 1682, Cristòfor Lledó.
- 1683, Joan Jofreu.
- 1684, Francesc de Santjust, òlim de Pagès
- 1685, Josep Melic.
- 1686, Cristòfor Lledó.
- 1687, Jeroni Novell i Bartrolà.
- 1688, Jaume Falguera.
- 1689, Miquel Grimosacs.
- 1690, Josep de Merlès i Casademunt.
- 1691, Antoni Morell.
- 1692, Francesc Falguera.
- 1693, Felip Ignasi d'Alegre.
- 1694, Jacint Andreu.
- 1695, Esteve Serra i Vileta.
- 1696, Francesc Taverner i Montornès.
- 1697, Fèlix Boneu.
- 1698, Magí Barrera i Savall
- 1699, Alexandre de Boixadors.
- 1700, Josep Company.

### Segle XVIII
- 1701, Fèlix Boneu.
- 1702, Antoni de Valencià.
- 1703, Francesc Costa.
- 1704, Josep Company.
- 1705, Francesc Nicolau de Santjoan.[18]
- 1705, Joan de Claresvalls.
- 1706, Francesc Orriols.
- 1707, Josep Areny i Garriga.
- 1708, Ramón Codina i Ferreres.
- 1709, Antoni de Valencià.
- 1710, Josep Coromines.
- 1711, Ramon Sabater i Bris.
- 1712, Manuel Flix i Ferreró.
- 1713, Rafael Casanova i Comes.[19]